# Prasinocyma albicosta
Prasinocyma albicosta là một loài bướm đêm trong họ Geometridae.